# Мухамеджанов, Толеген
Толеген Мухамеджанович Мухамеджанов (Төлеген Мұхамеджанұлы) — казахский композитор и общественный деятель. Заслуженный деятель Казахстана (2013), Лауреат Государственной премии Республики Казахстан (1993). Депутат Мажилиса Парламента Республики Казахстан (2004—2007). Депутат Сената Парламента Республики Казахстан (2007—2012)

## Биография
Родился 27 июля 1948 года в селе Бегень Бескарагайского района Семипалатинской области.
Окончил Семипалатинский педагогический институт имени Н. Крупской. После службы в рядах Советской Армии был направлен на работу в Семипалатинское педагогическое училище им. М. Ауэзова.
В двадцать пять лет, в 1973 году, поступил на подготовительный курс Алматинской консерватории, совершенно не умея играть на фортепиано. После чего, поступил в Алма-Атинскую государственную консерваторию им. Курмангазы. Стал Ленинским стипендиатом. Выдержал экзамены в аспирантуру Московской государственной консерватории им. П. Чайковского.
С 1982 по 1987 год преподавал на кафедре композиции Алма-Атинской государственной консерватории им. Курмангазы.
В 1983 году в Москве вышел его первый авторский диск.
В 1987 году был назначен директором Государственного академического театра оперы и балета им. Абая.
В 1998 году стал заместителем акима города Астаны. Курировал в течение 7 лет вопросы социальной сферы и культуры.
В 2004 году был избран депутатом мажилиса Парламента Республики Казахстан.
В 2007 году Указом Президента Республики Казахстан назначен депутатом Сената Республики Казахстан.
В 2007 году состоялся Авторский Вечер Толегена Мухамеджанова "Любовь черзе всю жизнь" в Алматы во Дворце республики,
В 2011 году избран в Москве Президентом Международной Ассоциации «Мир Через Культуру».
В 2012 году Распоряжением Президента Республики Казахстан назначен директором Государственного театра оперы и балета «Астана Опера».
Толеген Мухамеджанов создал большое количество произведений — симфонии, оперы, музыкальные комедии, струнные квартеты, симфонические пьесы, вокальные циклы на стихи Абая, романсы, песни, музыку для кино и театра.
Под псевдонимом Жан Луна в 2006 году издал сборник стихов «Объяснение в любви».
Первого октября 2007 года в Москве в концертном зале «Театра эстрады» состоялся творческий вечер «Пристань любви» Толегена Мухамеджанова.
С октября 2012 года — директор Государственного театра оперы и балета «Астана Опера».
В сентябре 2013 года состоялась премьера первой рок-оперы «Жерұйық» («Земля обетованная») Толегена Мухамеджанова
С ноября 2014 года на творческой работе.
В 2017 году в Москве издан двухтомник из стихов, притч и афоризмов.
В 2018 году выпущен диск инструментальной музыки «Река Жизни».
В 2018 году издательством «Музыка — Юргенсон» издана симфоническая поэма «Махамбет».
В июне 2017 года состоялся Авторский Вечер Толегена Мухамеджанова «Астана моя судьба» в концертном зале «Казахстан».
В июне 2023 года состоялся Авторский Вечер Толегена Мухамеджанова на сцене театра "Астана Опера",
В октябре 2023 года в Астане в зале Пирамиды состоялся концерт из произведений Толегена Мухамеджанова посвященный Дню Духовного Согласия,
В ноябре 2023 года  в Алматы во Дворце Республики состоялся Юбилейный Вечер Толегена Мухамеджанова посвященный 75 летию,

## Творческая деятельность

### Классическая музыка
- Симфоническая поэма «Махамбет»
- Симфонии № 1
- Симфония № 2
- Кюй Толгау
- Кантата «Ленинградцы дети мои» на стихи Дж. Джабаева
- Симфоническая картина «Нашествие»
- Кюй для симфонического оркестра «Сексен ер»
- Симфоническая картина «Астана»
- Симфоническая картина «Степь»
- Пьеса для симфониеского оркестра «Адажио»
- «Посвящение» для Симфонического оркестра и хора
- Рок опера «Жер Уйык»
- Музыкальная комедия «Хусни — Хорлан»
- Музыкальная комедия «Алдар Косенин айласы»
- «Семь стихотворений Ли Бо» (в пер. А. Гитовича)
- Вокальный цикл на стихи Абая
- "Хорал" для хора
- Струнный квартет № 1
- Струнный квартет № 2
- Фортепианное трио
- Фортепианный квинтет
- Сонатина для соло флейты
- Цикл фортепианных пьес
- Миниатюры для Фортепиано.
- Романсы
- «Реквием Свободе» для хора и симфонического оркестра
- «Азаттык уни» для солистов, хора, детского хора и оркестра. На стихи У. Есдаулетова
- Ноктюрны; Парафразы без слов — 15 произведений
- Мимолетности. (сборник из 17 произведений)
- Инструментальные пьесы для оркестра:
- «Детство»
- «Прелюдия Любви»
- «Облака воспоминаний»
- «Возвращение»
- «Море»
- «Свет»
- «Мелодия»
- «Нежность»
- «Раздумье»
- «Вальс»
- «Мираж»
- «Ностальгия»
- «Мелодия Любви»
- «Адажио»
- «Упоение»
- «Поэзия»
- «Вдохновение»
- «Амазонка — Река Жизни»
- «Признание»
- «Посвящение»
- «О небе»
- «Юность»
- «Разлука».
- «Восхищение».
- «Преклонение»
- «Умиротворение».
- «Воспоминание».
- «Ожидание».
- «Разлука»
- «Изоляция».
- «Нежность тишины».
- «Калын Елим Казагым, Кайран Журтым».
- «Скорбь».
- «Меланхолия».
- «Впечатление».
- «Фантазия».
- «Посвящение».
- «Вальс снежинок».
- «Путешествие».
- «Реквием».
- «Морской пейзаж».
- «Одухотворение».
- «Серенада»,
- «Романс».
- «Мечты».
- «Пленэр».
- «Ангелы».
- «Сомнения души».
- «Эволюция».
- "Сожаление"
- "Возлюбленный".
- "Родному Краю посвящение".
- "Разочарование".
- "Блаженство от музыки" пьеса  для скрипки и оркестра
- "Увезу Тебя" пьеса для флейты и оркестра
- "Одиночество" пьеса для домбры и оркестра
- "Ода".
- "Лунный Свет".
- "Метель".
- "Настроения".
- "Импровизация".

### Песни
- «Заманай» — гражданская песня связанная с закрытием Семипалатинского полигона.
- «Мен деп ойла» на стихи М. Макатаева.
- «Инкарим-ай» на стихи Бакира Тажибаева.
- «Ак желкен» на стихи Улугбека Есдаулетова.
- «Кимай сени барамын». Снят клип в исполнении Меруерт Тусупбаевой.
- «Калкам» на стихи Конысбая Абилова.
- «Астана кеши» на стихи Конысбая Абилова.
- «Аяулым» на стихи Ш. Сариева
- «Город мой» на стихи Н. Назарбаева. Снят клип, в исполнении С. Байгожина.
- «Кус жолы» на стихи У. Есдаулетова.
- «Алтын Заман-ай» на стихи А. Асылбек.
- «Посвящение женщине» на стихи Э. Балашова. Снят клип в исполнении группы «На-На»
- «Не уходи» — на стихи Светланы Гунькиной. Снят клип, где песню исполняет певица Лера[2].
- «Незнакомая» текст автора, в исполнении Стаса Пьехи.
- «Моих сомнений дым» текст автора.
- «Две столицы» текст автора.
- «Отан» на стихи Мукагали Макатаева.
- «Ак кала» на стихи М. Макатаева.
- «Кездестим» на стихи Сырбая Мауленова
- «Колка» на стихи К. Мырзалиева.
- «Сагындым туган елди» текст автора.
- «Ни к чему меня жалеть» на стихи М. Пляцковского.
- «Туган Жер» на стихи Ш. Сариева.
- «Мен саган асыгамын» на стихи К. Мырзалиева.
- «Прощание с городом» на стихи Бакыта Каирбекова.
- «Песня о городе» на стихи Б. Каирбекова.
- «Когда приходит к нам Любовь» на стихи Б. Каирбекова
- «Дождливый День» на стихи А. Буравского.
- «Жаланаяк кыз» на стихи М. Макатаева.
- «Акку Арман» на стихи Ш. Сариева.
- «Страна Любви» на стихи Бакыта Каирбекова
- «Жолдас туралы жыр» на стихи Бакира Тажибаева
- «Тын Экспрессы» на стихи Бакира Тажибаева
- «Шабыт» на стихи Конысбая Абилова
- «Тангы Жанбыр» на стихи Ерлана Багауова
- «Кекилди кыз» на стихи Ерлана Багауова
- «Сагыныш» на стихи Шомишбая Сариева
- «Волей небес» на стихи Ефрема Амирамова
- «Возвращение» на стихи Аалы Токомбаева в исполнении И. Понаровской
- «Дождливый день» на стихи А. Буравского (на английском языке) в исполнении И. Отиевой
- «Когда приходит к нам любовь» на стихи Б. Каирбекова в исполнении И. Отиевой
- «Маски» на стихи А. Голубева в исполнении И. Отиевой
- «Зимняя ночь» на стихи Н. Сидоровой
- «Мне без тебя нельзя» на стихи В. Гина
- «Песня о Лебеде» на стихи Тимура Зульфикарова
- «Земля Звезда» на стихи Р. Фархади
- «Маныма сауле жолатпай» на стихи М. Макатаева
- «Арал» на стихи Ш. Сариева
- «Чили туралы баллада» на стихи У. Есдаулетова
- «Тил катады телефон» на стихи С. Тургынбекова
- «Туган ел» на стихи М. Макатаева
- «Айнаколим» на стихи М. Макатаева
- «Курен куз» на стихи У. Есдаулетова
- «Жаным- ау алдын баурап» на стихи У. Есдаулетова
- «Алтыбакан» на стихи У. Есдаулетова
- «Ана тилеги» на стихи К. Абилова
- «Аке тилеги» на стихи К. Кушербаева.
- «Аманат» на стихи К. Абилова
- «Осенью» на стихи Б. Каирбекова
- «Клавиши» на стихи Г. Георгиева
- «Мой город» на стихи автора
- «Пусть тревоги дня уносит ветер» на стихи А. Сейсенбаева
- «Репетиция танца» на стихи А. Невзорова
- «Мы незнакомы» на стихи Б. Каирбекова
- «Кони» на стихи А. Буравского
- «Сагынган жокпын» на стихи С. Тургынбекова
- «Степной мираж» на стихи Б. Каирбекова
- «У тебя для грусти нет причины» на стихи М. Пляцковского
- «Седина» на стихи М. Пляцковского
- «Добрые сны» на стихи Б. Каирбекова
- «Астана» на стихи К. Абилова
- «Ажарлым» на стихи У.и Есдаулетова
- «Периште» на стихи У. Есдаулетова
- «Гульзар» на стихи У. Есдаулетова
- «Айым да сен карагым, куним де сен» на стихи Б. Тажибаева
- «Партия куган оншен кырт» на стихи Шакарима
- «Бояулар» на стихи М. Макатаева
- «Окпелеттим» на стихи М. Макатаева.
- «Жолын болсын» на стихи Ш. Сариева.
- «Аккуым» на стихи Ш. Сариева.
- «Астана» на стихи К. Сарина.
- «Махаббат Диалогы» на стихи М. Макатаева.
- «Мангилик Астана» на стихи К. Сарина.
- «Жан Аке» на стихи К. Абилова
- «Омирге кайран каламын» на стихи Н. Аитова
- «Сулу кундер» на стихи Ш. Сариева
- «О, Махаббат» на стихи М. Макатаева.
- «Журегим» на стихи М. Макатаева.
- «Мен сени сагынганда» на стихи М. Макатаева.
- «Жаса Елим» на стихи Ш. Сариева.
- «Бурабай» на стихи Ш. Сариева.
- «Сок журегим сок» на стихи Ш. Сариева.
- «Адаскан шагала» на стихи М. Мабатаева.
- "Сезим" на стихи Ш. Сариева
- "Мени ешким сагынбаса" на стихи К, Сарина
- "Оятшы" на стихи У. Есдаулетова.
- "Суйип Калдым" Стихи У. Есдаулетова

### Фильмография
Написал музыку к фильмам:
- «Сладкий сок внутри травы» — 1984. СССР. Производство: Казахфильм. Режиссёр — Бодров Сергей
- «Волчонок среди людей» — 1988. СССР. Мосфильм.
- «Непрофессионалы» — 1985. СССР. Производство: Казахфильм. Режиссёр — Бодров Сергей
- «Бегущая мишень» — 1991. СССР. Производство: Казахфильм. Режиссёр Т. Теменов
- «Полигон» Режиссёры О. Рымжанов, В. Рерих
- «Последние холода» — 1993. Казахстан. Производство: КАТАРСИС
- «Станция любви» — 1993. Казахстан. Производство: Алем Казахфильм. Режиссёр Т. Теменов
- «Омпа» — 1998. Казахстан, GALA-TV/НПЦ
- «Чертов мост» — режиссёр Д. Манабаев
- «Айналайын» — режиссёр Б. Калымбетов
- «Мой грешный ангел» — режиссёр Т. Теменов
- «Пора цветения» — режиссёр Г. Емельянов
- «Первая Роза» — режиссёр Г. Емельянов
- «Биржан Сал» — режиссёр Д. Жолжаксынов
- «Бозторгай» — режиссёр С. Абдрахманов
- «Шел по дороге воробей» — Ж. Даненов, Г. Кыстауов
- «Алпамыс» — Ж. Даненов, Г. Кыстауов
- «Кунанбай» — режиссёр Д. Жолжаксынов
- Телевизионный фильм «Шакарим»
- Музыка к трагедии Шекспира «Юлий цезарь» — режиссёр К. Жетписбаев
- Музыка к драме Аймаутова «Ак Билек» — режиссёр А. Ашимов
- «Маленький принц большого города» — режиссёр Т. Теменов

### Альбомы
- пластинка фирмы грамзаписи «Мелодия» «Земля — Звезда» 1982 год — девять песен. Три переиздания
- пластинка фирмы грамзаписи «Мелодия» «Ак желкен» 1989 год
- альбом «Любовь через всю жизнь» — песни на разных языках поют певцы из Казахстана, России, Болгарии, Филиппин, Мальты и Латвии
- 3 DVD с видеоверсиями творческих вечеров
- «Мелодия любви» — инструментальная музыка
- «Мелодия любви» 2, — инструментальная музыка
- «Мой путь» — инструментальная музыка
- сборник «Омир-махаббат» — самые популярные песни композитора на казахском языке
- альбом «Души моей порывы» — вокальные циклы на стихи Абая и китайского поэта Ли-Бо
- альбом «Каhар» — две симфонии, поэма «Махамбет» и музыкальная картина «Нашествие» в исполнении Государственного академического симфонического оркестра Казахстана
- альбом камерной инструментальной музыки
- ремейк казахской рок-оперы «Жеруйык»
- саундтрек к фильму «Биржан Сал»
- Саундтрек к фильму «Кунанбай»
- «Река Жизни» — инструментальная музыка
- «Воспоминания».

## Награды и призы
- Орден Парасат (1997)
- Медаль «25 лет независимости Республики Казахстан» (2016)
- Медаль «30 лет Независимости Республики Казахстан». (2022)
- Медаль «20 лет Астане» (2018)
- Медаль «Единства народа Казахстана» (18 октября 2014 года)[3]
- Заслуженный деятель Республики Казахстан (9 декабря 2013 года)[3]
- Орден Дружбы (7 мая 2015 года, Россия) — за большой вклад в укрепление дружбы и сотрудничества с Российской Федерацией, развитие торгово-экономических и культурных связей[4]
- Государственная премия Республики Казахстан (1993)
- Почётная грамота Совета Президиума Верховного Совета Казахской ССР (1982)
- Почётный гражданин города Астаны (5 июля 2014 года)[3][5]
- Обладатель Международной Премии «Человек Года 2012» в номинации «Культура» за вклад в развитие духовной культуры в евроазиатском сообществе и мире. Данная премия присуждается гражданам Российской Федерации и стран СНГ за достижения в областях деятельности, имеющих стратегическое значение
- Приз за Лучшую Музыку в Кино (2016)
- Лауреат Евразийской Премии народного признания «Посол Дружбы» (2017 г.) за личный вклад в укреплении мира, дружбы и согласия между народами и развития народной дипломатии на евразийском пространстве
- Медаль «20 лет Ассамблее народов России»
- Почётная грамота Совета МПА СНГ (2010, МПА СНГ)[6]